# AG Fronzoni
Анджоло Джузеппе Фронзони (итал. Angiolo Giuseppe Fronzoni, 5 марта 1923, Сан-Момме, Пистоя, Тоскана, Италия — 8 февраля 2002, Милан), более известный как AG Fronzoni — итальянский графический дизайнер, издатель, промышленный дизайнер, архитектор и педагог.

## Биография
В 1945 году, в 22 года, Фронзони открыл собственную студию в Брешии, сочетая различные формы коммерческой активности с публикациями в журналах, графическим, индустриальным, экспозиционным дизайном и архитектурой. Был редактором в основанном им самим архитектурном журнале Punta.
В 1956 году Фронзони переезжает в Милан, где открывает вторую студию. Там он занимается проектированием как для частных заказчиков (фирменного стиля, объектов промышленного дизайна, мебели и вилл), так и для учреждений культуры (реставрация, устройство и фирменный стиль галерей, плакаты для выставок в том числе для ряда фестивалей XXXV Венецианской биеннале), преподаванием в государственных учреждениях и редакторской работой в журналах (Casabella (ит.), Area).
В 1982 году основал свою собственную мастерскую-школу в Милане, которую вёл до 2001 года.
Умер в 2002 году.

## Педагогика
Фронзони использовал метод преподавания, отличный от традиционных в образовательных учреждениях Италии того времени: метод известен крепкими отношениями, устанавливавшимися со студентами. Уроки Фронзони очень часто будто сами рождались из контекста самих занятий (например, внешнего вида студентов) или происходящего в стране (он постоянно приносил на встречи со студентами газеты): каждое событие было предметом проектного анализа, а практика провокаций постоянно подталкивала к сравнению, рефлексии, формированию критического отношения.
Образование, как и все остальные формы социальной коммуникации, имели важнейшее значение для Фронзони. Он считал необходимым передавать знания, которые накопил за годы практики. Мастерская-школа Фронзони принимала множество молодых людей из разных частей света со всевозможными жизненными позициями, ведя их через практику постоянного исследования к сути форм в жизни, природе, искусстве, архитектуре, дизайне и прививая им уважение к обучению через работу. Школа, одновременно ремесла и мысли, направленная на тренировку и критический анализ индивидуального, ставила себе сложную задачу — комбинировать стратегии и техники дизайна с выбором того, как жить".
«С тех пор как меня стали приглашать в школы в 1967 году, я все больше и больше осознаю, что настоящая работа дизайнера — не какая-нибудь техника, а воспитание. Настоящая цель дизайнера заключается не в том, чтобы построить город, а в том, чтобы показать, как город может быть построен, город как материальная форма цивилизации»
«Моя задача — не спроектировать плакат, а спроектировать людей».

## Философия
«В мастерской-школе, где я преподаю, молодые люди часто подходят ко мне, спрашивая совета. Сперва я говорю им, что нельзя воспринимать дизайн лишь как профессию. Дизайн, проектирование — это наиболее сущностный способ существования, отношения к жизни и выбора собственного поведения. В своем наивысшем развитии дизайн — это не столько создание дома, сколько сотворение самих себя. Ещё я говорю этим молодым людям, что проектирование их собственного существования — это их обязанность, которой следует стать их основной потребностью, и эта обязанность должна быть продолжительной и всепоглощающей, а не случайной и относительной. Джулио Карло Арган говорил, что тот, кто отказывается проектировать, сам становится чьим-то проектом. Эти слова должны быть в голове у каждого.
Дизайн необходим всем нам, чтобы проектировать самих себя и всё, что это подразумевает: цели, смыслы, стремления, чтобы всё больше заботится о собственном существовании и помогать другим наполнять самих себя. Только тогда мы можем думать о переходе к другим проектам: архитектурном дизайне, графическом дизайне… Я твёрдо верю, что в идеальном обществе каждый будет способен проектировать себе вещи; а не как в нашем обществе, когда творчество большинства приносится в жертву творчеству немногих. Если бы дизайн был включён в образовательную программу каждой школы, то все были бы осведомлены о своём творческом потенциале».
Domus № 769, 1995
Фронзони верил в возможность изменить мир с помощью дизайна и дизайн через культуру. Он не боялся бороться за чувство формы, даже защищая крошечный шрифт перед заказчиками. Вслед за любимой им школой Баухауз (которая, как он переживал, «так и не пересекла Альп»), Фронзони критически и бескомпромиссно относился ко всему обычному, формальному и конформистскому, что нашло выход в его особом образе жизни.
Фронзони утверждал, что стремится не столько удовлетворить потребности клиента, сколько избавиться от них, устраивая небольшие лекции своим заказчикам. Фронзони считал, что умение проектировать, заниматься дизайном, должно быть доступно не только профессионалам, оно должно быть «повсеместным, как умение писать». Он считал своим единственным клиентом общество и, в свою очередь, стремился быть дизайнером для народа.

## Признание
Работы Фронзони сейчас являются частью постоянных экспозиций многих музеев мира, таких как Национальная библиотека и Музей декоративного искусства в Париже, Музей декоративного искусства в Цюрихе, Музей изящных искусств в Лозанне, Немецкий музей книги и письменности в Лейпциге, Немецкий музей плаката в Эссене, Национальный музей Варшавы, Моравская галерея в Брно, Стеделик-музей в Амстердаме, Королевский музей Онтарио в Торонто, Музей Современного Искусства в Нью-Йорке.